# Qui de nous deux
Pour l’article homonyme, voir Qui de nous deux ?.
Pour plus de détails, voir Fiche technique et Distribution.
Qui de nous deux est un film français réalisé par Charles Belmont, sorti en 2006.

## Synopsis
Le journal intime d'une adolescente, du nom étrange de Bethsabée Pasolini.
Un film sur une jeune fille du 14e arrondissement de Paris, les émotions de l'adolescence exprimées de l'intérieur par l'auteur Salomé Blechmans qui a écrit le scénario à 17 ans avant d'interpréter le rôle principal.

## Fiche technique
- Titre : Qui de nous deux
- Réalisation : Charles Belmont
- Scénario : Charles Belmont et Salomé Blechmans, d'après Le Journal de Bébé, de Salomé Blechmans
- Production : Fabienne Vonier et Laurent Champoussin
- Société de production : Pyramide Productions
- Musique : Silvain Vanot
- Photographie : Diane Baratier
- Son : Jean Umansky, Yves Servagent, Dominique Dalmasso
- Montage : Marielle Issartel
- Pays d'origine :  France
- Format : couleur - 1,85:1 - Dolby Digital - 35 mm
- Genre : comédie dramatique
- Durée : 105 minutes
- Date de sortie : 10 mai 2006 (France)

## Distribution
- Salomé Blechmans : Bethsabée Pasolini, dite Bébé
- Clément Sibony : R.
- Tewfik Jallab : Simo
- Maxime Kerzanet : Fabien
- Christian Chavagneux : le père
- Mariana Otero : la mère
- Meriem Dahmani : Fleur
- Marie Davy : Mary
- Anaïs Tobelem : Chloé
- Marina Ziolkowski : Eléonore